# Alexia
Alexia je žensko osebno ime.

## Izvor imena
V Sloveniji je ime Alexia različica ženskega osebnega imena Aleksandra.

## Tujejezikovna oblika imena
- pri Nizozemcih: Alexia

## Pogostost imena
Po podatkih Statističnega urada Republike Slovenije je bilo na dan 31. decembra 2007 v Sloveniji število moških oseb z imenom Alexia: 10.

## Osebni praznik
Osebe z imenom Alexia lahko godujejo takrat kot osebe z imenom Aleksandra.